# Erik Balenciaga
Erik Balenciaga Azcue (* 10. Mai 1993 in Zarautz) ist ein spanischer Handballspieler. Der 1,69 m große mittlere Rückraumspieler spielt seit 2023 für den deutschen Bundesligisten MT Melsungen.

## Vereinskarriere
Balenciaga lernte das Handballspielen in seiner Heimatstadt bei Zarautz Eskubaloia, wo er ab 2011 in der ersten Männermannschaft, die als Amenabar Zarautz KE antritt, spielte. In seiner ersten Spielzeit gelang der Aufstieg in die zweite spanische Liga, die División de Honor Plata. Zur Saison 2015/16 wechselte der Spielmacher zum Erstligaaufsteiger SD Teucro. Seine 118 Tore in 29 Partien konnten den Abstieg aus der Liga Asobal nicht verhindern. Darauf nahm ihn der Erstligist Helvetia Anaitasuna unter Vertrag. Mit dieser Mannschaft trat er in den folgenden zwei Spielzeiten auch im EHF-Pokal an. Im Sommer 2018 wechselte er zu BM Logroño La Rioja, mit dem er in der Liga Asobal dreimal in Folge den dritten Tabellenplatz erreichte und zweimal am EHF-Pokal teilnahm.
Anschließend wechselte er in die französische Starligue zu Fenix Toulouse Handball, mit dem er den siebten bzw. sechsten Platz belegte. International nahm er mit den Franzosen an der EHF European League 2021/22 teil. Für Toulouse erzielte er 170 Tore in 59 Ligaspielen.
Seit der Saison 2023/24 steht er beim deutschen Bundesligisten MT Melsungen unter Vertrag. Nach dem Pokalfinale 2023/2024 ist sein Verein teilnahmeberechtigt für die Qualifikationsspiele der EHF European League 2024/2025.
Saisonbilanzen
| Spielzeit | Liga    | Team                     | Spiele | Tore | Anmerkungen |
| --------- | ------- | ------------------------ | ------ | ---- | ----------- |
| 2015/2016 | 1. Liga | Condes de Albarei Teucro | 29     | 118  |             |
| 2016/2017 | 1. Liga | Helvetia Anaitasuna      | 28     | 035  |             |
| 2017/2018 | 1. Liga | Helvetia Anaitasuna      | 18     | 021  |             |
| 2018/2019 | 1. Liga | BM Logroño La Rioja      | 26     | 030  |             |
| 2019/2020 | 1. Liga | BM Logroño La Rioja      | 19     | 047  |             |
| 2020/2021 | 1. Liga | BM Logroño La Rioja      | 33     | 094  |             |
| 2021/2022 | 1. Liga | Fenix Toulouse Handball  | 29     | 084  |             |
| 2022/2023 | 1. Liga | Fenix Toulouse Handball  | 29     | 086  |             |
| 2023/2024 | 1. Liga | MT Melsungen             | 33     | 093  |             |
| 2024/2025 | 1. Liga | MT Melsungen             | ?      | ?    |             |

Auswahlmannschaften
Balenciaga stand im Jahr 2013 in zwei Spielen mit der spanischen Nationalmannschaft der Junioren auf dem Feld, er warf darin insgesamt fünf Tore.